# Susan Taslimi

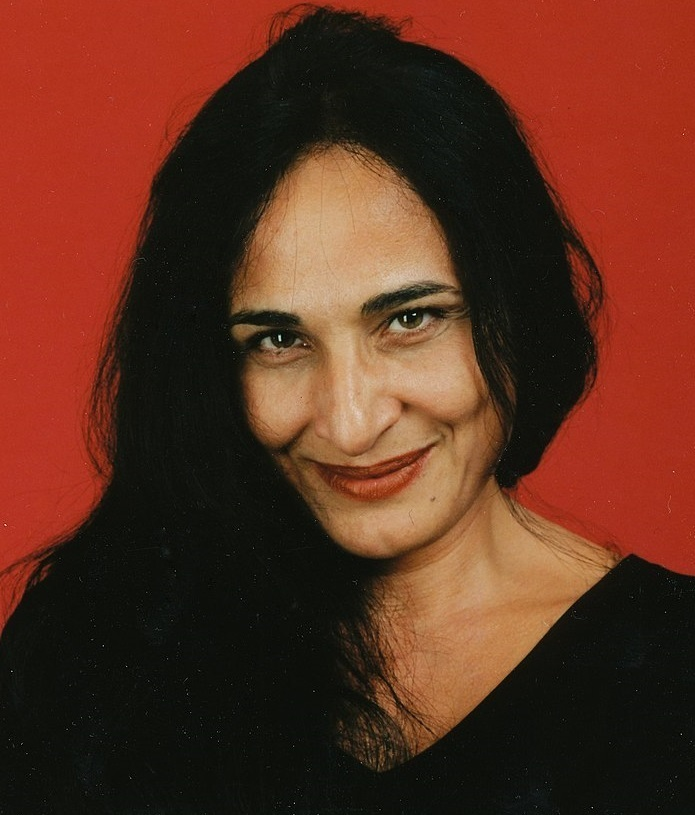
Susan Taslimi

Susan Taslimi (* 7. Februar 1950 in Rascht) ist eine iranische Schauspielerin und Filmproduzentin.
Taslimi studierte Künste in Teheran, hatte ihr Debüt 1979 mit Bahram Bayzais Ballade von Tara und wanderte 1989 nach Schweden aus, wo sie heute lebt und arbeitet. Sie produziert Spielfilme und Fernsehserien.